# Giovanni Carlo Bandi

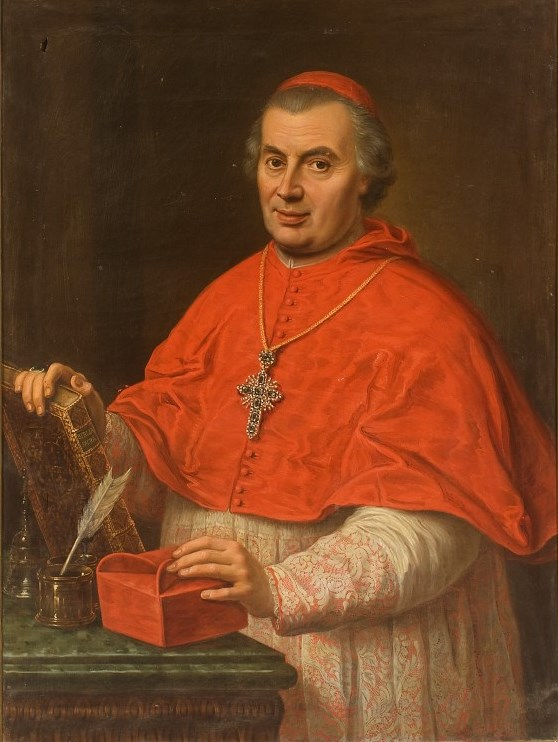
Giovanni Carlo Bandi

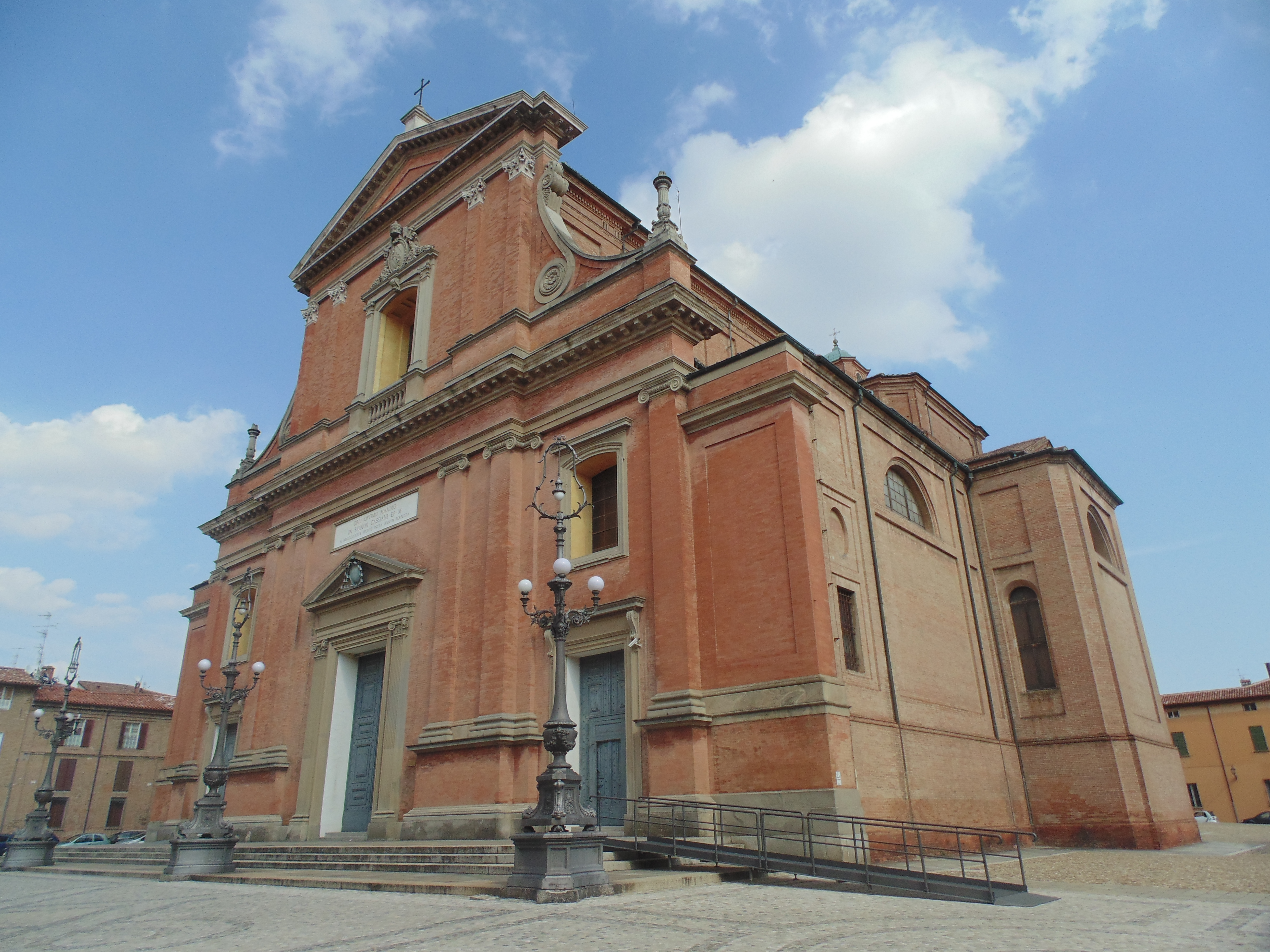
Kathedraal van Imola (18e eeuw)

Giovanni Carlo Bandi (Cesena, 17 juli 1709 – Rome, 23 maart 1784) was kardinaal-bisschop van Imola (1752-1784) in Romagna, in de Pauselijke Staat. Hij was de oom van paus Pius VI.

## Levensloop
Bandi groeide op in Cesena, in de Pauselijke Staat. Hij behaalde het doctoraat in de beide rechten, in utroque iure, aan de universiteit van Fermo (1734), niet ver verwijderd van Cesena. Vervolgens was Bandi auditeur bij de kerkelijke rechtbank van Tommaso Ruffo, kardinaal-gouverneur van Ferrara, een provincie in de Pauselijke Staat. 
Van 1744 tot 1752 was Bandi hulpbisschop van het suburbicair bisdom Ostia. Vervolgens was hij meer dan 30 jaar bisschop van Imola (Romagna): van 1752 tot zijn dood in 1784. Het bisschoppelijk paleis van Imola liet Bandi grondig uitbouwen; dit deed hij ook met de kathedraal van Imola. Het uitzicht vandaag van zowel het bisschoppelijk paleis en de kathedraal is het werk bisschop Bandi. Bandi kreeg de titel van assistent bij de pauselijke troon (1752); op de pauselijke troon zat zijn neef, paus Pius VI. Toen paus Pius VI op weg was naar Wenen om met keizer Jozef II te praten over het Jozefisme, verbleef hij in Imola; de paus zegende er de vernieuwde kathedraal in (1782).
In 1775 schonk paus Pius VI hem de kardinaalshoed. Hier hoorde de titelkerk van Santa Maria del Popolo in Rome bij.
In 1784 stierf Bandi in Rome, waar zijn neef hem diep betreurde.
- Gemeinsame Normdatei: 107230080X
- International Standard Name Identifier: 0000 0000 6214 7092
- Istituto Centrale per il Catalogo Unico: UBOV125226
- Virtual International Authority File: 89090246